# Eucera californica
Eucera californica är en biart som först beskrevs av Cresson 1878.  Eucera californica ingår i släktet långhornsbin, och familjen långtungebin.

## Underarter
Arten delas in i följande underarter:
- E. c. californica
- E. c. deserticola